# God Control
God Control è un brano musicale della cantautrice statunitense Madonna, contenuto nel suo quattordicesimo album in studio Madame X. Il 26 giugno è stato pubblicato un video musicale diretto da Jonas Åkerlund, in cui viene rappresentata una sparatoria in una discoteca che ricorda la strage di Orlando del 2016, e contiene un richiamo ad agire in favore del controllo delle armi.

## Accoglienza
Jeremy Hellgar di Variety ha paragonato God Control a Bohemian Rhapsody, descrivendola come una canzone "ambiziosa e tentacolare" che "passa dal lutto alla speranza alla ribellione" e "imposta l'atmosfera politica, cupa e disastrosa di Madame X". Sul The Independent, Alexandra Pollard ha definito il brano "un attacco al debole controllo delle armi in America" e osserva che Madonna canta "come se la sua mandibola fosse strettamente serrata". Louise Bruton del The Irish Times ha affermato che la canzone è "una presa di posizione sperimentale contro l'autoritarismo e il controllo delle armi attraverso un pop distorto alla Black Mirror" che "raccoglie un coro gospel, spari e vocoder su un ritmo disco per farci ballare e per dirci di svegliarci, capre".
Rich Juzwiak di Pitchfork divide il brano in diverse sezioni: "Il mumble rap dell'introduzione si dissolve in un raccapricciante coro di bambini, che a sua volta si dissolve in un segmento disco i cui violini lasciano volare nella fantasia, quindi Madonna, con un accento alla I'm Breathless rappa sul ritmo di Me Myselfand I dei De La Soul"

## Video musicale
Il video è stato diretto da Jonas Åkerlund, che ha già lavorato a diversi video musicali di Madonna dal 1998. Dura otto minuti ed è stato pubblicato il 26 giugno 2019. In esso compaiono la drag queen Monét X Change, l'attrice di Hollywood Sofia Boutella, e la YouTuber Gigi Gorgeous. Nel video il tempo scorre al contrario: la scena iniziale mostra una sparatoria in una discoteca che coinvolge anche Madonna, che cade a terra coperta di sangue; in una scena successiva sono mostrati dei manifestanti che protestano contro la National Rifle Association of America; il video si conclude con le didascalie "Nessuno è al sicuro" e "Controllo delle armi. Ora".
Poco dopo la pubblicazione del video, Sal Cinquemani di Billboard l'ha inserito nella sua lista dei nove video di Madonna più controversi.

## Classifiche
| Classifica (2019) | Posizione massima |
| ----------------- | ----------------- |
| Francia           | 60                |